# Radio-astronomija
Radio-astronomija je grana astronomije koja proučava pojave na nebu kroz merenje osobina radio talasa koje posmatrane pojave zrače. Radio talasi (talasna dužina 30 cm do 1 mm) mnogo su duži nego svetlosni talasi, pa je za njihov prijem neophodno izgraditi i održavati velike antene i složenu prijemnu opremu.

## Istorijat
Radio-astronomija je nastala sredinom 20. veka otkrićem radio-zračenja koje potiče iz svemira. Do tada se vasiona proučavala jedino preko posmatranja u vidljivom spektru.
Godine 1933, inženjer Karl Janski koji je radio za američku telefonsku kompaniju Bel, kada je pokušavao da reši probleme koji su nastali u komunikaciji sa avionima, konstruisao je antenu. Antena je radila na talasnoj dužini od 4 metra i pomoću nje je Janski mogao da utvrdi vrste smetnji koje su se pojavljivale na telefonskim linijama. Utvrdio je da postoje dve vrste smetnji, jedne koje su izazivala nevremena, dok se za druge kasnije ispostavilo da su to kosmički izvori radio-zračenja. Kroz svoja istraživanja Janski je utvrdio da su ta radio zračenja poticala sa Sunca kao i sa nekih tela u središtu Mlečnog puta i njegova antena je postala prvi radio teleskop. Ova otkrića je potvrdio Grote Reber 1938. godine koji je u svom vrtu u Ilinoisu izgradio radio-teleskop prečnika od 10 m i pomoću ovog instrumenta izradio je prvu radio-kartu neba. Reberova posmatranja se nisu odmah priznala u naučnoj javnosti, a on je i sam imao problema sa komšijama koje su bile zabrinuti zbog neobične i velike Reberove antene i plašili su se da je to mašina za stvaranje kiše.
Kada su 1944. godine engleski radari usmereni prema La Manšu primili jake signale, pretpostavljalo se da su detektovani neki signali koji dolaze od Nemaca, međutim ispostavilo se da su zračenja primljena sa Sunca koje je u tom periodu bilo u maksimumu svog ciklusa aktivnosti, te su se na njemu izazivale snažne erupcije propraćene jakim radio-zračenjem.
Radio astronomija je doživela nagli napredak nakon Drugog svetskog rata, kroz napredak tehnologije radio prijemnika, antena i upotrebe računara prilikom obrade podataka prikupljenih merenjem radio zračenja koja potiču sa nebeskih tela.

## Radio-zraci
Radio-talasi su vrsta elektromagnetskog zračenja u opsegu elektromagnetnog spektra na talasnoj dužini iznad infracrvenog spektra. Područje radijskog spektra obuhvata talasne dužine od milimetra do kilometra, odnosno frekvencije od 3 Hz do 300 GHz. To su talasi najvećih talasnih dužina i zajedno sa infracrvenim zračenjem predstavljaju niskoenergetski deo spektra.
Za astronomiju posmatranu sa Zemlje od posebnog značaja su radio-talasi talasnih dužina u intervalu od nekoiko milimetara do nekoliko desetina metara, zbog zoga što Zemljina atmosfera pored vidljivog dela spektra propušta elektromagnetne talase upravo u ovom intervalu talasnih dužina. Područja spektra koje Zeljina atmosfera propušta nazivaju se prozori, jer omogućavaju posmatranje svemira sa površine Zemlje. Elektromagnetne talase drugih područja koji stižu iz svemira Zemljina atmosfera jako apsorbuje i u tim delovima spektra, posmatranja se najčešće vrše pomoću satelita, dok su se u prošlosti merila balonima, raketama ili letelicama.

## Izvori radio-zračenja
Izvori radio-zračenja su svi objekti koji zrače u ovom spektru. Među nebeske objekte koji primarno zrače u ovom spektru, spadaju pulsari, kvazari i radio galaksije. Na mestu intenzivnih izvora radio-zračenja se često znaju otkiti i drugi obejkti koji vrlo intenzivno zrače u nekom drugom spektru. Tako su se istorijski i detektovale razne galaksije preko njihovih vrlo intenzivnih jezgara koja su zračila u radio-spektru.
- Pulsari

Pulsari su neutronske zvezde prečnika oko 10 km. Njihova glavna karakteristika je da izuzetno brzo rotiraju praveći nekoliko desetina okreta u sekundi.  Oni ispuštaju jako elektromagnetno zračenje u pravcu ose svog magnetnog polja. Najčešće zračenje duž ose je zračenje u obliku radio-talasa, mada može biti uočljivo i u drugim delovima spektra. Frekvencija pulsiranja pulsara poklapa se sa njegovo frekvencijom rotacije.
- Kvazari

Kvazari su kosmološki izvori elektromagnetnog zračenja koje pokazuje veoma veliki crveni pomak. Naučnici se slažu da je veliki crveni pomak kvazara manifestacija Hablovog zakona, odakle se saznaje da su kvazari veoma udaljeni od nas. Smatra se da snaga kvazara smatra potiče od gomilanja materije u supermasivne crne rupe, koje se nalaze u jezgrima udaljenih galaksija, tako da kvazari spadaju u opštiju klasu luminoznijih objekata pod nazivom aktivne galaksije. Nijedan trenutno poznati mehanizam funkcionisanja kvazara ne bi mogao da objasni njegovu toliko veliku snagu i brzu promenljivost zračenja.
- Radio galaksije

Radio galaksije su jedna vrsta aktivnih galaksija velike luminoznosti u radio delu spektra. Na izrazito veliku luminoznost utiče sinhrotronsko relativističko kretanje čestica u džetovima. Radio galaksije najčešće nisu vidljive u optičko delu spektra, već je većina njihovog zračenja emitovana u radio spektru. Po morfološkom obliku, ove galaksije su najčešće velike eliptične galaksije, ali postoje i izuzeci kao što su velike Sejfertove galaksije slične kvazarima.

## Radio-teleskop
Radio-teleskop ima ulogu teleskopa u optičkoj astronomiji, samo što spektar koji on posmatra nije vidljivi, već radio spektar. Radio-teleskopi se konstruišu kao parabolične žičane ili metalne površine i nazivaju se antene. U anteni radio-talasi izazivaju vrlo slabe električne signale. Izazvani električni napon se u anteni pojačava više miliona puta. Za razliku od Zemaljskih radio-talasa, radio-zračenje iz svemira je mnogo slabije za nekoliko desetina redova veličine. Tako je jedan od najjačih radio impulsa iz svemira, radio signal sa Sunca milion milijardi puta slabiji od radio-signala emitovanih i korišćenih na Zemlji.

### Najveći radio teleskopi
Neki od najvećih teleskopa sa jednom antenom:
- Aresibo u Portoriku, prečnika 305 m, izgrađen 1963. godine
- Efelsberg 100-metarski radio teleskop, prečnika 100 m, izgrađen u Nemačkoj 1971. godine
- Jevpatoria RT-70, prečnika 70 m na Krimu
- Galenki RT-70, prečnika 70 m koji se nalazi u Rusiji
- Suffa RT-70 prečnika 70 m u Uzbekistanu izgrađen 2008. godine
- Veliki milimetarski teleskop, prečnika 50 m, nalazi se u Portoriku, a izgrađen je 2010. godine
- Kaltekova submilimetarska opservatorija na Havajima, prečnika 10,4 m, izgrađena 1985. godine

Jedni od najvećih i najvažnijih radio teleskopa interferometra:
- VLA teleskop u Novom Meksiku koji radi od 1980. godine
- Mreža teleskopa Alen u Kaliforniji izgrađen 2007. godine
- Mreža velikih milimetarskih Atakama teleskopa u Čileu izgrađen 2011. godine
- Australijska mreža kompaktnih teleskopa aktivna od 1994.
- Kombinovana mreža teleskopa za istraživanja u milimetarskom talasnom opsegu u Čileu
- Evropska mreža VLBI u Evropi aktivna od 1980. godine
- Gigantski metrotalasni teleskop u Indiji
- LOFAR u Holandiji od 2012. godine
- Mreža Murišonovih teleskopa koja snima u širokomm spektru, Australija, od 2012. godine

### Razdvojna moć
Pored slabog signala, nedostatak i problem pri posmatranju radio-talasa vezan je za razdvojnu moć prijemnika.
Proračun ugaonog razlučivanja zavisi od opsega talasnih dužina i prečnika objektiva. Ljudsko oko ima prosečnu razdvojnu moć od 1 lučne minute, dok bi prosečni optički teleskop prečnika objektiva 12,5 cm teorijski mogao razlučiti predmete unutar 1 lučne sekunde. Da bi jedan radio-teleskop imao razdvojnu moć od 1 lučne sekunde za talasnu dužinu od 50 cm, morao bi imati paraboličnu antenu prečnika od 125 km.
Ovaj nedostatak radio-teleskopa rešen je tako što se umesto jednog radio-teleskopa koristi niz antena koje čine povezan sistem i efektivno zamenjuju jednu antenu istog prečnika koliko je rastojanje između 2 antene manjih prečnika. Takav sistem radio-teleskopa naziva se interferometar, po fenomenu koji koristi - interferenciji. Ovakav sistem može samo povećati razdvojnu moć, dok ukupna primljena energija zračenja zavisi samo od površine objektiva i zbog toga se prave i radio-teleskopi velikih poluprečnika paraboličnih antena.

## Galerija važnih radio-teleskopa
- VLA teleskop
- Mreža velikih milimetarskih teleskopa Atakama
- RT-70
- Efelsberg

## Spoljašnje veze
- www.radio-astronomy.net
- National Radio Astronomy Observatory
- What Is Radio Astronomy?